# Scheda
Scheda (duń. Arvingerne, dosłownie: „spadkobiercy”) – duński serial telewizyjny emitowany od 1 stycznia 2014 roku do 26 lutego 2017 roku przez stację DR1. Powstały trzy serie liczące łącznie 26 odcinków. W Polsce pierwszą serię wyemitowała stacja Filmbox Extra.
Zdjęcia kręcono w okolicach Svendborga na wyspie Fionia (region Dania Południowa).

## Fabuła
Akcja serialu rozgrywa się we współczesnej Danii. Sławna artystka Veronika Grønnegaard nigdy nie miała dobrych relacji z trojgiem swoich dzieci: Frederikiem, Emilem i Gro. Koncentrowała się przez większość życia na swojej twórczości i prowadziła ekstrawagancki styl życia. Pewnego dnia Veronika spotyka się z Signe, dziewczyną pracującą w kwiaciarni, i przepisuje na nią swoją posiadłość. Krótko po tym Veronika umiera. Nieoczekiwany spadek zmienia życie Signe. Dziewczyna odkrywa, że była córką Veroniki, którą ta oddała po urodzeniu na wychowanie biologicznemu ojcu Signe i jego żonie. Pozostałe dzieci Veroniki, początkowo zszokowane przepisaniem posiadłości na Signe, stają do walki o spadek z odnalezioną po latach siostrą.

## Obsada
- Trine Dyrholm jako Gro Grønnegaard
- Jesper Christensen jako Thomas Konrad
- Marie Bach Hansen jako Signe Larsen
- Carsten Bjørnlund jako Frederik Grønnegaard
- Mikkel Følsgaard jako Emil Grønnegaard
- Trine Dyrholm jako Gro Grønnegaard
- Lene Maria Christensen jako Solveig Riis Grønnegaard
- Trond Espen Seim jako Robert Eliassen
- Kirsten Olesen jako Veronika Grønnegaard

## Odcinki
| Seria | Odcinki | Emisja w Danii                 | Emisja w Polsce                   |
| ----- | ------- | ------------------------------ | --------------------------------- |
| 1     | 1–10    | 1 stycznia 2014–2 marca 2014   | 8 listopada 2014–11 stycznia 2015 |
| 2     | 11–17   | 1 stycznia 2015–15 lutego 2015 |                                   |
| 3     | 18–26   | 1 stycznia 2017–26 lutego 2017 |                                   |

## Nagrody
Serial Scheda otrzymał w 2015 roku pięć Nagród Robert (przyznawanych przez Duńską Akademię Filmową) w kategoriach: 
- najlepszy serial
- najlepszy pierwszoplanowy aktor telewizyjny (dla Carstena Bjørnlunda)
- najlepsza pierwszoplanowa aktorka telewizyjny (dla Trine Durholm)
- najlepszy drugoplanowy aktor telewizyjny (dla Mikkela Boe Følsgaarda)
- najlepsza drugoplanowa aktorka telewizyjna (dla Lene Marii Christensen)